# Smilla Holmberg
Smilla Holmberg (Stockholm, 11 oktober 2006) is een voetbalspeelster uit Zweden. Ze speelt als verdediger voor Hammarby IF in de Damallsvenskan.

## Clubcarrière
Holmberg groeide op in de wijk Södermalm van de Zweedse hoofdstad Stockholm. Op zevenjarige leeftijd begon ze met voetballen bij Hammarby IF. Op 8 mei 2022 maakte ze op vijftienjarige leeftijd haar debuut in het eerste elftal van de club in een wedstrijd tegen Viitsjö GK door in te vallen in de 66ste minuut. In een bekerwedstrijd tegen IFK Norrköping maakte Holmberg haar basisdebuut. In het seizoen 2023 groeide ze uit tot vaste basisspeelster van Hammarby IF. Holmberg maakte op 23 juni 2023 in een wedstrijd tegen AIK Stockholm haar eerste doelpunt in de Damallsvenskan door raak te koppen in de blessuretijd van de eerste helft. Ze maakte dat seizoen twee doelpunten en gaf twee assists. Door BK Häcken op doelsaldo voor te blijven, werd Hammarby IF dat seizoen landskampioen van Zweden.
Holmberg was in juli 2024 op de proef bij de Franse topclub Olympique Lyon, een maand nadat ze haar contract bij Hammarby IF had verlengd. Holmberg had eerder aangegeven dat grote concurrent Paris Saint-Germain in haar kindertijd haar favoriete club was. Op 12 november 2024 maakte Holmberg haar debuut in de Champions League in een met 2-0 verloren uitwedstrijd tegen Manchester City.

## Statistieken
| Seizoen | Club        | Land   | Competitie     | Wedstrijden | Doelpunten |
| ------- | ----------- | ------ | -------------- | ----------- | ---------- |
| 2021    | Hammarby IF | Zweden | Damallsvenskan | 0           | 0          |
| 2022    | Hammarby IF | Zweden | Damallsvenskan | 3           | 0          |
| 2023    | Hammarby IF | Zweden | Damallsvenskan | 13          | 0          |
| 2024    | Hammarby IF | Zweden | Damallsvenskan | 25          | 2          |
| 2025    | Hammarby IF | Zweden | Damallsvenskan | 9           | 4          |
| Totaal  | Totaal      | Totaal | Totaal         | 52          | 6          |

Laatste update: 31 mei 2025

## Interlandcarrière
Holmberg maakte haar debuut voor het Zweedse nationale team op 30 mei 2025 in een Nations League 2025 wedstrijd tegen Italië. Ze werd opgenomen in de Zweedse selectie voor op het EK 2025 in Zwitserland. In de laatste groepswedstrijd tegen Duitsland maakte Holmberg haar eerste interlanddoelpunt door de 2-1 aan te tekenen in de met 4-1 gewonnen groepswedstrijd, waardoor Zweden groepswinnaar werd.